# Амелін Михайло Петрович
Михайло Петрович Амелін (4 грудня 1896, село Соломіно Фатежського повіту Курської губернії, тепер Курської області, Російська Федерація — розстріляний 8 вересня 1937) — радянський військовий діяч, член Військової Ради Київського військового округу, армійський комісар 2-го рангу (1935). Член ВУЦВК. Член Центральної Контрольної Комісії КП(б)У в червні 1930 — січні 1934 року. Член ЦК КП(б)У в січні 1934 — травні 1937 року. Кандидат у члени Організаційного бюро ЦК КП(б)У в січні — червні 1934 року. Член Організаційного бюро ЦК КП(б)У в червні 1934 — травні 1937 року.

## Життєпис
Народився в селянській родині. Закінчив лише перший клас сільської школи. Від 1909 року працював на Донбасі: теслярем заводу, кріпильником і столяром на шахтах.
У 1915 році мобілізований до російської армії. Учасник Першої світової війни, унтер-офіцер, командир взводу саперів 68-го Рязанського полку Північно-Західного фронту.
У 1916 році примикав до анархістів (анархістів-федералістів).
У 1916 році дезертирував із полку, був заарештований і направлений в дисциплінарний батальйон, а потім у штрафну роту, звідки він незабаром втік. Переховувався на Петровському заводі в Єнакієво, потім переїхав на Киштимський завод (Урал). Брав активну участь у подіях Лютневої революції 1917 року в Киштимі, роззброював жандармів та поліцейських.
У травні 1917 року повернувся до російської армії, був обраний керівником роти, яка дислокувалася в місті Киштимі.
Член РСДРП(б) з жовтня 1917 року.
На початку 1918 року переїхав до міста Курська, де вступив до червоногвардійського загону, незабаром розгорнутого в Курський революційний полк. Брав участь у боях проти німецьких військ. У Червоній армії з 1918 року, учасник громадянської війни в Росії 1917—1921 років.
З листопада 1918 по січень 1919 року перебував на курсах при Всеросійському бюро військових комісарів.
З січня 1919 року — надзвичайний комісар із постачання військ Катеринославської бойової ділянки фронту. З квітня 1919 року — заступник голови Одеського військово-революційного трибуналу та уповноважений РВР 3-ї Української армії Українського фронту.
Влітку 1919 року — комісар 30-го стрілецького полку РСЧА, учасник бойових дій проти військ генерала Денікіна. У серпні 1919 року — начальник Бобринської бойової дільниці РСЧА, був важко поранений у бою під станцією Райгород на Черкащині.
Після одужання — уповноважений ревкому політичного управління 13-ї армії Південного фронту та ревкому з продовольчого постачання 12-ї армії Південно-Західного фронту. У 1920 брав участь у формуванні революційного військового комісаріату в місті Черкасах, у травні 1920 року керував вивезенням військового майна з Києва до Полтави.
З липня 1920 року — курсант та комісар загону курсантів 29-х Полтавських піхотних курсів командного складу, брав участь у придушенні повстанського руху в Україні. Від вересня 1920 до березня 1921 року як політрук роти та комісар батальйону зведеної курсантської дивізії воював проти військ барона Врангеля та анархістських загонів Нестора Махна.
Після закінчення громадянської війни — на політичній роботі в Червоній армії. З травня 1921 по січень 1922 року — помічник комісара 14-х Полтавських і 60-х піхотних курсів. З січня 1922 по вересень 1923 року навчався у Московській вищій військово-педагогічній школі.
З вересня 1923 по листопад 1928 року — військовий комісар Київської піхотної школи командного складу.
Від листопада 1928 року — помічник командира 14-го стрілецького корпусу РСЧА із політичної частини. З грудня 1929 року навчався на курсах вдосконалення вищого командного складу РСЧА при Військовій академії імені Фрунзе в Москві.
З січня 1931 по 1934 рік — заступник начальника Політичного управління Українського військового округу.
У 1934—1935 роках — начальник Політичного управління Українського військового округу.
У травні 1935 — травні 1937 року — начальник Політичного управління Київського військового округу і член РВР СРСР.
19 червня 1937 року заарештований органами НКВС СРСР, страчений 8 вересня 1937 року. Посмертно реабілітований 18 квітня 1956 року.

## Звання
- армійський комісар 2-го рангу (20.11.1935)

## Нагороди
- орден Червоного Прапора (1933)
- медалі